# Suchá Loz
Pour les articles homonymes, voir Suchá.
Suchá Loz (en allemand : Suchalosa, de 1939 à 1945 : Rebendorf ) est une commune du district d'Uherské Hradiště, dans la région de Zlín, en Tchéquie. Sa population s'élevait à 1 153 habitants en 2020.

## Géographie
Suchá Loz se trouve à 19 km au sud-est d'Uherské Hradiště, à 29 km au sud-sud-est de Zlín, à 85 km à l'est-sud-est de Brno et à 267 km au sud-est de Prague.
La commune est limitée par Nivnice au nord-ouest et au nord, par Bánov au nord-est et à l'est, par Březová et Strání au sud, et par Korytná au sud-ouest.

## Histoire
La première mention écrite du village date de 1261.